# !Wowow!
Pour l’article homonyme, voir WOWOW.
!Wowow! est un collectif d'artistes de Peckham (Londres). Également connus sous le nom de The Children of !Wowow!, ce collectif regroupe des artistes, des créateurs de mode, des écrivains et des musiciens.